# Nawaf Al-Aqidi
Nawaf Al-Aqidi (en árabe: نواف العقيدي‎; Riad, 10 de mayo de 2000) es un futbolista saudí. Juega de guardameta y su equipo es el Al-Nassr de la Liga Profesional Saudí.

## Trayectoria
Formado en las inferiores del Al-Nassr, jugó con el primer equipo el 30 de septiembre de 2022 ante Abha Club en la Copa del Rey de Campeones.
El 30 de enero de 2022 fue enviado a préstamo al Al-Tai. Tres años después sumó una segunda cesión, esta vez al Al-Fateh S. C.

## Selección nacional
Al-Aqidi clasificó junto a la selección sub-19 de Arabia Saudita al Campeonato sub-19 de la AFC 2020, sin embargo se suspendió por la pandemia. Formó parte del equipo que ganó la Copa Asiática Sub-23 de la AFC de 2022.
Fue convocado a la Copa Mundial de Fútbol de 2022.

### Participaciones en copas continentales
| Copa                       | Sede                    | Resultado        |
| -------------------------- | ----------------------- | ---------------- |
| Copa Árabe de la FIFA 2021 | Catar                   | Fase de grupos   |
| Copa Oro 2025              | Estados Unidos · Canadá | Cuartos de final |

### Participaciones en Copas del Mundo
| Copa                           | Sede  | Resultado      |
| ------------------------------ | ----- | -------------- |
| Copa Mundial de Fútbol de 2022 | Catar | Fase de grupos |

## Clubes
| Club                      | País           | Año       |
| ------------------------- | -------------- | --------- |
| Al-Nassr                  | Arabia Saudita | 2020-act. |
| Al-Tai (préstamo)         | Arabia Saudita | 2022      |
| Al-Fateh S. C. (préstamo) | Arabia Saudita | 2025      |

## Palmarés

### Títulos nacionales
| Título                      | Club     | País           | Año  |
| --------------------------- | -------- | -------------- | ---- |
| Supercopa de Arabia Saudita | Al-Nassr | Arabia Saudita | 2020 |

### Títulos internacionales
| Título                         | Equipo                             | Sede           | Año  |
| ------------------------------ | ---------------------------------- | -------------- | ---- |
| Copa Asiática Sub-23 de la AFC | Selección sub-23 de Arabia Saudita | Uzbekistán     | 2022 |
| Campeonato de Clubes Árabes    | Al-Nassr F. C.                     | Arabia Saudita | 2023 |